# Guido Marchi
Guido Marchi, noto anche con il nome soprannome di Biscutin, (Carmagnola, 21 settembre 1896 – Torino, febbraio 1969), è stato un calciatore italiano, di ruolo centromediano.
Era noto come Marchi II per distinguerlo dal fratello maggiore, anch'egli calciatore della Juventus, Pio o Marchi I.

## Carriera
Tecnicamente più dotato del fratello, fece il suo esordio in maglia bianconera il 12 ottobre 1919 contro l'Alessandrina in una vittoria per 3-0, mentre il suo ultimo incontro fu il 29 aprile 1923 contro la Cremonese in una sconfitta per 1-0. Nelle sue quattro stagioni bianconere collezionò 43 presenze e 3 reti in campionato.

## Statistiche

### Presenze e reti nei club
| Stagione        | Club            | Campionato      | Campionato | Campionato |
| Stagione        | Club            | Comp            | Pres       | Reti       |
| --------------- | --------------- | --------------- | ---------- | ---------- |
| 1919-1920       | Juventus        | Prima Categoria | 19         | 1          |
| 1920-1921       | Juventus        | Prima Categoria | 7          | 0          |
| 1921-1922       | Juventus        | Prima Divisione | 16         | 2          |
| 1922-1923       | Juventus        | Prima Divisione | 1          | 0          |
| Totale Juventus | Totale Juventus |                 | 43         | 3          |
| Totale carriera | Totale carriera |                 | 43         | 3          |